# Der Hund von Baskerville (1982)
Der Hund von Baskerville aus dem Jahr 1982 ist eine vierteilige Miniserie von Regisseur Peter Duguid, die auf dem gleichnamigen Roman von Sir Arthur Conan Doyle basiert. Die Hauptrollen wurden mit Tom Baker und Terence Rigby besetzt. In Nebenrollen treten Will Knightley, Nicholas Woodeson und Gillian Martell auf. 
Die Serie wurde im Auftrag der BBC produziert.

## Handlung
Siehe Hauptartikel: Der Hund von Baskerville

## Unterschiede zum Buch
Die filmische Umsetzung weist zur Vorlage nicht viele Abweichungen auf. Handlungsstränge wurden teilweise ausgebaut, damit die Handlung jeder Folge gleich stark wirkt.
- Mrs. Barrymore ist nicht anwesend, als Watson und Sir Henry ihren Ehemann dabei erwischen, wie er Lichtsignale an Selden übermittelt.
- Holmes, Watson und Lestrade holen Stapleton nicht ein, als dieser nach dem Mordanschlag auf Sir Henry ins Moor flüchtet und sie sehen auch nicht zu, wie dieser im Moor versinkt. Des Weiteren fällt auch Holmes nicht ins Moor und muss gerettet werden.